# Sournia
Sournia (occitansk: Sornian, catalansk: Sornià) er en by og kommune i departementet Pyrénées-Orientales i Sydfrankrig.

## Geografi
Sournia ligger i Fenouillèdes 48 km vest for Perpignan. Nærmeste byer er mod vest Rabouillet (7 km), mod nordøst Prats-de-Sournia (5 km) og mod syd Campoussy (4 km).

## Demografi

### Udvikling i folketal
| 1962                                                              | 1968 | 1975 | 1982 | 1990 | 1999 | 2007 | 2011 | 2017 |
| ----------------------------------------------------------------- | ---- | ---- | ---- | ---- | ---- | ---- | ---- | ---- |
| 351                                                               | 339  | 296  | 339  | 376  | 367  | 419  | 491  | 498  |
| Tal fra og med 1962 er uden dobbelttælling (sans doubles comptes) |      |      |      |      |      |      |      |      |